# Bodil Westerholm
Bodil Westerholm (født 16. december 1919 i Købelev, Lolland - død 30. juli 2021 i Kalundborg) var Danmarks første kvindelige oberst som i årene 1968 til 1983 var chef for Danmarks Lottekorps.
Hun udgik fra Haderslev Realskole og indtrådte i Danmarks Lottekorps allerede i 1950, og blev to år senere chef for Lotteregion V. I 1968 blev hun korpschef for Danmarks Lottekorps.
Bodil Westerholm blev som den første kvinde i Forsvaret udnævnt til oberst, og modtog tillige flere hædersbevisninger. I 1980 fik hun tildelt Ridderkorset af første grad, og herudover modtog hun bl.a. Forsvarets Hæderstegn for god Tjeneste og Svenske Lottekorpsenes Fortjenstmedalje i Guld.
Hun blev enke i 1950, da hendes mand Karl som var tømmerhandler døde, 31 år gammel. Hun selv blev 101 år gammel, og blev bisat 6. august 2021 ved en ceremoni fra Vor Frue Kirke, Kalundborg.